# گوتلیب فرولیش
گوتلیب فرولیش (انگلیسی: Gottlieb Fröhlich؛ زادهٔ ۱۳ اوت ۱۹۴۸) اهل سوئیس است.